# Obelcz József
Obelcz József (Kisteremia, 1849. július 31. – Törökbecse, 1895. szeptember 5.) piarista áldozópap és főgimnáziumi tanár.

## Életútja
1864. szeptember 5-én lépett a rendbe, 1864-1865-ben újoncnövendék volt Vácon. Gimnáziumi tanár volt 1869-71-ben Veszprémben, 1871-től Szegeden, 1872-ben Vácon, 1873-77-ben ismét Szegeden (ahol az 1876. évi árvíz alkalmával kitűnt mentési szolgálataival), 1877-1888-ban  Nagybecskereken, 1888-1890-ben Selmecbányán, ugyanitt házfőnök, tanulmányi ügykezelő, a nagygimnázium igazgatója, a városi képviselőtestületnek, a katolikus iskolaszéknek és a felvidéki közművelődési egyesületnek választmányi tagja. 1890-93-ban Podolinban  volt tanár, 1893-1895-ben Nagykanizsán.
Leggyakrabban a következő tantárgyakat tanította: hittan, latin, görög, magyar és német nyelv, mennyiségtan, történelem, földrajz és természettan; néha mint hitszónok is működött.
Cikkei a nagybecskereki római katolikus gimnázium Értesítőjében (1878. I. Mátyás, 1880. A nagy-becskereki gymnasium története alapításától főgymnasiummá való kiegészítéseig 1846-1879.), illetve a podolini főgimnázium Értesítőjében (1893. A mondatkiegészítők a latin nyelvben, ismert. Egyet. Philol. Közlöny, 1894. Az igeidők és igemódok a latin nyelvben) jelentek meg.